# رانية خلاف
رانية خلاف هي كاتبة صحفية وروائية وشاعرة وفنانة وناقدة ومترجمة مصريّة. اشتغلت رانية في الصحافة كمحررة ومن ثم ناقدة بالفنون لمدة 17 عامًا وإلى جانب الصحافة عملت بالترجمة، فترجمت 11 كتابًا منها الحفر للويس أشار، «مذكرات جارة وحيدة» لدرويس ليسنج، و«راحلة من إفريقيا» لكارين بلكسن وغيرها في النقد الأدبي. كتبت القصّة أيضًا عبر مجموعتها «جسد آخر وحيد»، والرواية متمثلةً في «حكاية الحمار المخطط »والشعر مجسَّدًا في «المرأة ذات الوزن المرح».

## الحياة المُبكّرة والتعليم
بدأت رانية خلاف القراءة في وقتٍ مبكرٍ جدًا من حياتها، وذلك بسبب عائلتها، فوالدها مهتمٌّ بالفنون ويرسم كهاوٍ، كما أنّه أول من أسس معهد الكهرباء بمدينة بنغازي في ليبيا. عاشت رانية بعضًا من سنوات طفولتها في بنغازي حتى وصلت لمرحلة الثانوية العامة حينما عادت للعاصمة المصريّة القاهرة.
تُعتبر رانية خلاف من بين أبرز الشاعرات اللاتي يُطلق عليهنّ لقب الشاعرات الجريئات، حيثُ أطلقت على ديوانها الشعري وصف «قصائد إيروتيكية»، وذلك في أول ديوانٍ لها تُصدره بعد تجربة فنية وسردية وتجربة مع الترجمة سابقًا.
التحقت بكلية هندسة بسبب تحقيقها لدرجات عالية في الثانوية العامة، لكنها غادرتها صوبَ بكلية إعلام جامعة القاهرة ورغم رغبتها في دراسة الفنون الجميلة إلا أن الدرجات العالية – كما تقول – كانت دافعًا لدخول الإعلام ودراسة الصحافة. درست خلاف الفنّ عبر الورش الفنية التي كانت تُقيمها كلية الفنون الجميلة عبر أقسامها المختلفة.
بعد تخرجها من الجامعة، التحقت بالعمل بمجلة صباح الخير، وكان يرأس تحريرها في ذلك الوقت الكاتب مفيد فوزي، فأعطاها مساحة لرسم بعض اللوحات، كما تعرفت وقتها على الملقّب بعميد الكاريكاتير في مصر «رخا» وذلك قبل رحيله بعام واحد، والفنان حسن حاكم وغيرهم ممّن كان لهم تأثير كبير على مشوار رانية في رسم الكاريكاتير وحتى في الصحافة.

## المسيرة المهنيّة

### البداية
بدأت رانية خلاف مشوارها في عالَم الكتابة والتأليف وحتى النشر كقاصة، فكتبتْ القصّة القصيرة «جسد آخر وحيد» التي حظيت بإعجابٍ من قِبل بعض النقاد وخاصّة حول اللغة الشاعرية في الرواية. كتبت رانية بعدها رواية «حكايات الحمار المخطط»، وهى رواية أقرب إلى السيرة الذاتية تحدثت فيها عن حياتها حتى عمر الـ 40.
انتقلت بعدها نحو الكتابة الشعريّة، حيث نشرت العديد من القصائد أمَّا ديوانها الأول فصدر تحت عنوان «خرائط اللذة» عن دار آفاق للنشر والتوزيع عام 2014. ركَّزت خلاف في هذا الديوان على الكتابة الإيروتيكية التي أصبحت مسارًا بل وتيمة في كل أعمالها اللاحقة. ثاني أعمال الكاتبة والشاعرة المصريّة في هذا المجال كان الديوان الثاني الذي صدر تحتَ عنوان «المرأة ذات الوزن المرح» الذي جاء في نفس سياق الديوان الأول.
أصدرت رانية خلاف أول أعمالها الكتابيّة عام 1998 وهي مجموعة قصصية بعنوان «جسد آخر وحيد»، كما نشرت رواية بعنوان «حكاية الحمار المخطَّط» عام 2009 عن دار الدار. شاركت رانيا في عددٍ من المعارض التشكيلية داخل مصر، كما ترجمت عددًا من الأعمال الأدبية عن الإنجليزية صدرت خلال الفترة ما بين 1998 حتى عام 2012 منها: الطفل المنبوذ لميلان كونديرا، ومذكرات جارة طيبة لدوريس ليسنج، وراحلة من إفريقيا لكارين بليكسن.

### الناتج الأدبي
أصدرت رانية خلاف في وقتٍ ما من عام 2009 رواية تحتَ عنوان «حكاية الحمار المخطط» عن دار الدار للنشر والتوزيع في نحو 170 صفحة، وكانت قد نشرت قبل ذلك بعدّة سنوات رواية «جسد آخر وحيد» عن دار النساج للترجمة والنشر في نحو 100 صفحة.
نشرت رانية خلاف ديوانًا جديدًا عن دار آفاق بالقاهرة في طبعته الأولى عام 2015 يحملُ عنوان «خرائط اللذة» بغلاف من الفنان التشكيلي وجيه يسي. تحدث الديوان عن موضوع الجنس في الكتابة العربية، كما قدَّمت حالة شعرية تتسم بالجرأة التعبيرية كما رأى بعض النقاد. كتبت رانية في هذا الديوان عن عوالم وأحاسيس وجدانية أو حسية بشكل تقتحم هذا العالم المتوتر بإيروسيته وشبقيته، كما سعت للتعبير عن هذه الأحاسيس والرغبات الإنسانية لا في صورتها الجسدية الحسية، ولكن في صورتها الروحية المتسامية كما تقول.

## آراء
بسبب غرابة رؤية البعض نحو الكتابة الإيروتيكيّة، حاولت رانية خلاف توضيح المعنى أكثر، كما تحدثت عن المساحات الواسعة للكتابة فيه وعنه، مثلما فعلت في ديواني «خرائط اللذة» و«المرأة ذات الوزن المرح» حيث لم تُجسّد الإيروتيك في معناه الفجّ في التعبير عن العلاقة والممارسة كما تقول، بل عبر نبض الحياة نفسها مشيرةً في الوقت نفسه إلى أنَّ الكتابة الإيروتيكيّة لا تهتمُّ بالكتابة عن العلاقة الجنسية وفقط. تهتمُّ رانية في كتاباتها وحتى في لوحاتها بالتركيزِ على جسد المرأة، كما تطرحُ عبر الفن العديد من التساؤلات، وتمرُّ على أفكار وقضايا كثيرة ناتجة من تأثرها الشخصي بها.
تنتقدُ رانية خلاف النظرة السلبيّة تجاه الكتاب الإيروتيكيّة وترى أنها جاءت نتيجة لعيش الناس داخل مجتمعات مكبوتة، ومنغلقة يغيبُ فيها حتى منطق الاستمتاع بمعنى الجنس، عدى عن الخوف وصولًا إلى السلطة الأبويّة التي تمنعُ فكرة البوح وتدخل ذلك في ميراث العيب كما ذكرت في حوار صحفيّ مع جريدة محليّة.

## قائمة أعمالها
هذه قائمةٌ بأبرز أعمال الكاتبة والمؤلِّفة المصريّة رانية خلاف:
- الطفل المنبوذ لميلان كونديرا[33]
- مذكرات جارة طيبة (رواية مترجَمة للعربيّة عن الكاتب دوريس ليسنج)[34]
- راحلة من إفريقيا (رواية مترجَمة للعربيّة عن الكاتبة كارين بليكسن)[35]
- خرائط اللذة (ديوان صدر عن دار آفاق بالقاهرة في طبعته الأولى عام 2015)[36]
- حكاية الحمار المخطط (رواية صدرت عام 2009 عن دار الدار للنشر والتوزيع)[37]
- جسد آخر وحيد (رواية صدرت عام 1998 عن دار الدار للنشر والتوزيع)[38]
- جنازة مفتعلة (رواية صدرت عن الهيئة العامّة لقصور الثقافة عام 2019)[39]